# Ratatat
A Ratatat brooklyni elektronikus rockduó, amelynek tagjai Mike Stroud (gitár, szintetizátor, melodika, ütőhangszerek) és Evan Mast producer (basszusgitár, szintetizátor, ütőhangszerek).

## Karrier

### 2001–2005: kezdetek és az első album
Evan Mast és Mike Stroud először tanuló éveik alatt találkoztak a Skidmore College-on. 2001-ben kezdtek el együtt dolgozni, több dalt is felvettek Cherry néven. Stroud korábban turnézott a Dashboard Confessionallel, 2000-ben.
A Ratatat 2003-ban debütált , mikor kiadták a Seventeen Years-t az Audio Dregs-en, Mast testvérének kiadóján keresztül. Mike Stroud Ben Kweller turnéegyüttesének tagja volt, míg 2003-ban elege nem lett belőle és elhagyta az együttest, miután szerepelt második stúdióalbumukon, az On My Way-en (2004). Miután szerződést kötöttek az XL Rexordings-zal, a Ratatat kiadta első stúdióalbumát Ratatat címen. Az albumot Mast Crown Heights-i (Brooklyn) apartmanjában vették fel. Néhány dal kivételével teljes mértékben hangszeres az album, vokálok nélkül.
A következő évben a Ratatat az Interpollal turnézott. 2004-ben kiadták a Ratatat Remixes Vol. 1-et, amely felkeltette a Rolling Stone érdeklődését.

### 2006–2008:Classics
2006. augusztus 22-én kiadták második stúdióalbumukat Classics címen.
2006. október 6-án az első együttes lettek, akik felléptek a New York-i Guggenheim Múzeumban. Négy nappal később online kiszivárgott az együttes 9 Beats albuma. A 9 Beats végül nem jelent meg hivatalos albumként és rövid hangszeres felvételekből áll, amelyek egy része következő mixtape-jükön megjelent. 2007-ben adták ki a Ratatat Remixes Vol. 2-t.
2007 júniusától 2008 októberéig a Ratatat Martin Bonventrével turnézott Európában és Amerikában. Bonventre szintetizátorozott és táncmozdulataival figyelmet keltett. Nem ismert miért hagyta el az együttest.

### 2008–2009:LP3
A Ratatat harmadik albumának, az LP3-nek megjelenése előtt, 2008. július 8-án a weboldalukon megjelent a három kislemez, a Shiller, a Shempi és a Mirando videóklipjei. A Shiller kislemez B-oldala a Mahalo című dal volt, amely később szerepelt az LP4-en.
A Ratatat két dalon is közreműködött Kid Cudi debütáló albumán, a Man on the Moon: The End of Day-en. A két szám az Alive (Nightmare) és a Pursuit of Happiness volt, az utóbbin szerepelt az MGMT is. Cudi és a Ratatat fellépett együtt a Late Show with David Letterman-en 2009. szeptember 11-én.

### 2010–2014:LP4
Mike Stroud elmondása szerint a negyedik stúdióalbumukat az előzővel együtt vették fel. Az LP4 2010. június 8-án jelent meg.
2010-ben a Ratatat a Vampire Weekenddel turnézott az Egyesült Királyságban. A Neckbrace című dalukat felhasználták a The Way I See It című filmben, illetve 2011-ben a Mirando-t a Prada SS2011 kampányában.
2011 augusztusában közreműködtek a CSS La Liberación albumán, a Red Alert című albumon.
2012. szeptember 29-én Kid Cudi bejelentette, hogy a Ratatat produceri munkát fog végezni az Indicud albumán. A közreműködés végül nem szerepelt az albumon, miután Cudi egyedül volt az album producere. Az duó végül szerepet kapott a Red Eye című dalon.

### 2015–napjainkig:Magnifique
Az együttes fellépett a Coachella Fesztiválon és a Governor's Ball Music Fesztiválon 2015-ben. Felléptek Pomonában 2015. április 15-én és a barcelonai Primavera Sound-on.
2015 májusában az együttes bejelentette új albumát, a Magnifique-t. Az album első kislemeze a Cream on Chrome volt és 52. helyet kapott a Triple J Hottest 100 of 2015 listán. Ez volt a második szereplésük a listán a Pursuit of Happiness után, 2009-ben, Kid Cudival.

## Koncertek
A Ratatat koncertjei az 1960-as évek beli San Francisco-i pszichedelikus rock együtteseiére hasonlítanak. Evan Mast készíti a fényeket és a háttérben játszott videókat, amelyeknek egy része a YouTube csatornájukon megtalálható.
Ratatat turnézott olyan előadókkal, mint Björk, a Daft Punk, a Vampire Weekend, a Mouse on Mars, a Franz Ferdinand, a CSS, a The Faint, a Super Furry Animals, a Clinic, a Panther és a The Killers.

## Diszkográfia

### Stúdióalbumok
| Cím        | Részletek                                                          | Slágerlisták | Slágerlisták | Slágerlisták | Slágerlisták | Slágerlisták | Slágerlisták |
| Cím        | Részletek                                                          | US           | AUS          | BEL(FL)      | BEL(WA)      | CAN          | FRA          |
| ---------- | ------------------------------------------------------------------ | ------------ | ------------ | ------------ | ------------ | ------------ | ------------ |
| Ratatat    | - Megjelent: 2004. április 20. - Kiadó: XL                         | —            | —            | —            | —            | —            | —            |
| Classics   | - Megjelent: 2006. augusztus 22. - Kiadó: XL                       | —            | —            | —            | —            | —            | —            |
| LP3        | - Megjelent: 2008. július 8. - Kiadó: XL                           | 82           | —            | —            | —            | —            | —            |
| LP4        | - Megjelent: 2010. június 8. - Kiadó: XL                           | 65           | —            | —            | —            | —            | —            |
| Magnifique | - Megjelent: 2015. július 17. - Kiadó: XL (US), Because Music (EU) | 36           | 29           | 198          | 89           | 16           | 36           |

### Remixalbumok
| Cím                    | Részletek                            |
| ---------------------- | ------------------------------------ |
| Ratatat Remixes Vol. 1 | - Megjelent: 2004 - Kiadó: független |
| Ratatat Remixes Vol. 2 | - Megjelent: 2007 - Kiadó: független |

### Kislemezek
| Cím                   | Év   | Slágerlista | Slágerlista | Slágerlista | Slágerlista | Slágerlista | Album      |
| Cím                   | Év   | US Sales    | US Dance    | AUT         | FRA         | MEX Air.    | Album      |
| --------------------- | ---- | ----------- | ----------- | ----------- | ----------- | ----------- | ---------- |
| "Seventeen Years"     | 2003 | —           | —           | —           | —           | —           | Ratatat    |
| "Cherry"              | 2004 | —           | —           | —           | —           | —           | Ratatat    |
| "Wildcat"             | 2006 | —           | —           | —           | —           | —           | Classics   |
| "Lex"                 | 2006 | —           | —           | —           | —           | —           | Classics   |
| "Loud Pipes"          | 2007 | —           | —           | 72          | —           | —           | Classics   |
| "Shiller"             | 2008 | —           | —           | —           | —           | —           | LP3        |
| "Shempi"              | 2008 | —           | —           | —           | —           | —           | LP3        |
| "Mirando"             | 2009 | 45          | —           | —           | —           | —           | LP3        |
| "Party with Children" | 2010 | —           | —           | —           | —           | 25          | LP4        |
| "Drugs"               | 2010 | —           | —           | —           | —           | —           | LP4        |
| "Cream on Chrome"     | 2015 | —           | 38          | —           | 63          | —           | Magnifique |
| "Abrasive"            | 2015 | —           | —           | —           | 200         | —           | Magnifique |
| "Nightclub Amnesia"   | 2015 | —           | —           | —           | —           | —           | Magnifique |

#### Közreműködő előadóként
| Cím                                                                 | Év   | Slágerlista | Slágerlista | Slágerlista | Slágerlista | Slágerlista | Slágerlista | Slágerlista | Slágerlista | Slágerlista | Slágerlista | Minősítések                                                                | Album                           |
| Cím                                                                 | Év   | US          | AUS         | AUT         | BEL(FL)     | BEL(WA)     | CAN         | FRA         | IRL         | SWI         | UK          | Minősítések                                                                | Album                           |
| ------------------------------------------------------------------- | ---- | ----------- | ----------- | ----------- | ----------- | ----------- | ----------- | ----------- | ----------- | ----------- | ----------- | -------------------------------------------------------------------------- | ------------------------------- |
| "Look Alive" (Despot, Ratatat közreműködésével)                     | 2009 | —           | —           | —           | —           | —           | —           | —           | —           | —           | —           |                                                                            | Definitive Jux Presents IV      |
| "Pursuit of Happiness" (Kid Cudi, Ratatat és MGMT közreműködésével) | 2009 | 59          | 41          | 46          | 9           | 3           | 76          | 2           | 24          | 39          | 64          | - RIAA: 5× Platina - ARIA: Platina - BEA: Arany - BPI: Arany - BVMI: Arany | Man on the Moon: The End of Day |
| "Alive (Nightmare)" (Kid Cudi, Ratatat közreműködésével)            | 2009 | —           | —           | —           | —           | —           | —           | —           | —           | —           | —           |                                                                            | Man on the Moon: The End of Day |
| "Red Alert" (CSS, Ratatat közreműködésével)                         | 2011 | —           | —           | —           | —           | —           | —           | —           | —           | —           | —           |                                                                            | La Liberación                   |

### Remixek
| Év   | Eredeti előadó           | Cím                                            |
| ---- | ------------------------ | ---------------------------------------------- |
| 2005 | Shout Out Louds          | "The Comeback" (Big Slippa Remix by Ratatat)   |
| 2006 | The Knife                | "We Share Our Mothers' Health" (Ratatat Remix) |
| 2006 | Biz Markie               | "Vapors" (Remix by Ratatat)                    |
| 2007 | Television Personalities | "You Kept Me Waiting Too Long" (Ratatat Remix) |
| 2008 | Björk                    | "Wanderlust" (Ratatat Remix)                   |
| 2008 | The Notorious B.I.G.     | "Party and Bullshit" (Ratatat Remix)           |